# پناهگاه صخره‌ای پشت باغ
پناهگاه صخره‌ای پشت باغ مربوط به دوران پارینه‌سنگی جدید است و در شهرستان کوهدشت، بخش طرهان، دهستان کونانی، روستای خسروآباد واقع شده و این اثر در تاریخ ۲۸ اسفند ۱۳۸۵ با شمارهٔ ثبت ۱۸۴۹۰ به‌عنوان یکی از آثار ملی ایران به ثبت رسیده است.